# Eleomelanita
La eleomelanita és un mineral de la classe dels sulfats.

## Característiques
La eleomelanita és un sulfat de fórmula química (K₂Pb)Cu₄O₂(SO₄)₄. Va ser aprovada com a espècie vàlida per l'Associació Mineralògica Internacional l'any 2016. Cristal·litza en el sistema monoclínic. Presenta una combinació única d'elements. És un mineral relacionat amb la wulffita i la parawulffita, com per exemple, en la seva estequiometria. És comparable amb la palmierita.

## Formació i jaciments
Va ser descoberta a la fumarola Arsenàtnaia, al segon con d'escòries de la fractura principal del volcà Tolbàtxik, a l'óblast de Kamtxatka (Districte Federal de l'Extrem Orient, Rússia). Es tracta de l'únic indret on ha estat trobada aquesta espècie mineral.